# Lyssarklint
Lyssarklint är en kulle i Finland.   Den ligger i den ekonomiska regionen  Åboland  och landskapet Egentliga Finland, i den sydvästra delen av landet, 180 km väster om huvudstaden Helsingfors. Toppen på Lyssarklint är 48 meter över havet. Lyssarklint ligger på ön Korpo.
Terrängen runt Lyssarklint är mycket platt. Havet är nära Lyssarklint åt nordost. Runt Lyssarklint är det mycket glesbefolkat, med 7 invånare per kvadratkilometer. Närmaste större samhälle är Nagu, 15,3 km öster om Lyssarklint. I omgivningarna runt Lyssarklint växer i huvudsak barrskog.